# Лабика, Жорж
Жорж Лабика (фр. Georges Labica, 27 декабря 1930, Тулон — 12 февраля 2009, Париж) — французский философ-марксист, заслуженный профессор Университета Западный Париж — Нантер-ля-Дефанс, почётный директор Национального центра научных исследований. Занимался вопросами политической философии и насилия, исследовал научное наследие Ибн Хальдуна, Ленина, Робеспьера и Антонио Лабриола.